# 下甲镇
下甲乡，是中华人民共和国广西壮族自治区百色市凌云县下辖的一个乡镇级行政单位。

## 行政区划
下甲乡下辖以下地区：
河洲村、水陆村、峰洋村、双达村、加西村、平怀村、彩架村、弄福村、坪山村和陇凤村。